# グリゴリー・ペトロフ
グリゴリー・コンスタンチノヴィチ・ペトロフ（ロシア語: Григорий Константинович Петров, ラテン文字転写: Grigorii Konstantinovich Petrov, 1892年 - 1918年9月20日）は、ロシアの革命家であり、26人のバクー・コミッサールの一員である。

## 生涯
1892年にロシア帝国リャザン県リャザンに生まれ、地元のレアルシューレに通った。二月革命後の1917年4月には市内で労働者による自警組織を立ち上げ、その指導者となった。自身は社会革命党左派に属していたが、労働者の集会では主にボリシェヴィキを支持した。同年12月には、市ソビエトによって正式に民兵組織司令官と承認された。同月にはドンへ赴き、赤衛隊を指揮してアレクセイ・カレージンの軍と戦った。カフカース戦線では第1南部方面軍を指揮した。
1918年5月にはリャザンで開かれた労働者・兵士・農民ソビエト第3回県会議に議員として出席した。夏頃にはバクー・コミューンを防衛するために赤衛隊を率いて現地へ赴き、オスマン帝国のイスラーム軍と戦った。しかし、コミューンの崩壊後は捕らえられ、9月20日に他のコミューン成員らとともにカスピ海横断鉄道沿線で処刑された。
1982年、レフ・ケルベリ制作によるペトロフの彫像が、リャザンの五月一日大通りに設置された。